# Dahlen (Dakota du Nord)
Pour les articles homonymes, voir Dahlen.
Dahlen est une census-designated place située dans le comté de Nelson, dans l’État du Dakota du Nord, aux États-Unis. Sa population s’élevait à 18 habitants lors du recensement de 2010.

## Histoire
Dahlen a été fondée en 1912.

## Démographie
| Groupe            | Dahlen | Dakota du Nord | États-Unis |
| ----------------- | ------ | -------------- | ---------- |
| Blancs            | 100    | 90,0           | 72,4       |
| Autres            | 0      | 10             | 27,6       |
| Total             | 100    | 100            | 100        |
|                   |        |                |            |
| Latino-Américains | 5,6    | 2,0            | 16,7       |

Selon l'American Community Survey, pour la période 2011-2015, 100 % de la population âgée de plus de 5 ans déclare parler l'anglais à la maison.
Le revenu par habitant était en moyenne de 27 051 dollars par an entre 2012 et 2016, inférieur à la moyenne du Dakota du Nord (33 107 dollars), et à la moyenne nationale (29 829 dollars). Sur cette même période, aucun habitant de Dahlen ne vivait sous le seuil de pauvreté (contre 11,2 % dans l'État et 15,1 % à l'échelle des États-Unis).
| 2000 | 2010 | - | - | - | - |
| ---- | ---- | - | - | - | - |
| 28   | 18   | - | - | - | - |

## Source
- (en) Cet article est partiellement ou en totalité issu de l’article de Wikipédia en anglais intitulé « Dahlen, North Dakota » (voir la liste des auteurs).

1. ↑  (en) « Population of North Dakota - Census 2010 and 2000 », sur censusviewer.com.
2. ↑  (en) « Dahlen, ND Population - Census 2010 and 2000 », sur censusviewer.com.
3. ↑  (en) « Language spoken at home by ability to speak English for the population 5 years and over », sur factfinder.census.gov.
4. ↑  (en) « Selected economic characteristics », sur factfinder.census.gov (consulté le 27 mai 2018).
5. ↑  (en) « Statistiques des États-Unis - Dakota du nord - Profils des comtés de 2010 » (consulté en juin 2021)